# National Basketball Association 1956-1957
La stagione della National Basketball Association 1956-1957 fu l'11ª edizione del campionato NBA. La stagione si concluse con la vittoria dei Boston Celtics, che sconfissero i St. Louis Hawks per 4-3 nelle finali NBA.

## Squadre partecipanti
- Boston Celtics
- Ft. Wayne Pistons
- Minneapolis Lakers
- N.Y. Knicks

- Philad. Warriors
- Rochester Royals
- St. Louis Hawks
- Syracuse Nationals

## Classifica finale

### Eastern Division
| Squadra               | V  | P  | %    | GB |
| --------------------- | -- | -- | ---- | -- |
| Boston Celtics C      | 44 | 28 | 61,1 | -  |
| Syracuse Nationals    | 38 | 34 | 52,8 | 6  |
| Philadelphia Warriors | 37 | 35 | 51,4 | 7  |
| New York Knicks       | 36 | 36 | 50,0 | 8  |

### Western Division
| Squadra            | V  | P  | %    | GB |
| ------------------ | -- | -- | ---- | -- |
| Minneapolis Lakers | 34 | 38 | 47,2 | -  |
| Fort Wayne Pistons | 34 | 38 | 47,2 | -  |
| St. Louis Hawks    | 34 | 38 | 47,2 | -  |
| Rochester Royals   | 31 | 41 | 43,1 | 3  |

## Vincitore
| Campione NBA 1956-1957     |
| -------------------------- |
| Boston Celtics (1º titolo) |

## Statistiche
| Categoriara | Giocatore      | Squadra               | Stat  |
| ----------- | -------------- | --------------------- | ----- |
| Punti       | Paul Arizin    | Philadelphia Warriors | 1.817 |
| Rimbalzi    | Maurice Stokes | Rochester Royals      | 1.256 |
| Assist      | Bob Cousy      | Boston Celtics        | 478   |
| FG%         | Neil Johnston  | Philadelphia Warriors | 44,7  |
| FT%         | Bill Sharman   | Boston Celtics        | 90,5  |

## Premi NBA
- NBA Most Valuable Player Award: Bob Cousy, Boston Celtics
- NBA Rookie of the Year Award: Tom Heinsohn, Boston Celtics
- All-NBA First Team:
  - Paul Arizin, Philadelphia Warriors
  - Dolph Schayes, Syracuse Nationals
  - Bob Pettit, St. Louis Hawks
  - Bob Cousy, Boston Celtics
  - Bill Sharman, Boston Celtics
- All-NBA Second Team:
  - George Yardley, Fort Wayne Pistons
  - Maurice Stokes, Rochester Royals
  - Neil Johnston, Philadelphia Warriors
  - Dick Garmaker, Minneapolis Lakers
  - Slater Martin, St. Louis Hawks